# Aphilodon brevipes
Aphilodon brevipes är en mångfotingart som beskrevs av Karl Wilhelm Verhoeff 1938. Aphilodon brevipes ingår i släktet Aphilodon och familjen Aphilodontidae.
Artens utbredningsområde är Guyana. Inga underarter finns listade i Catalogue of Life.